# Рукард, Джиллиэнн
Джиллиэнн Мари Рукард (англ. Jilleanne Marie Rookard; 9 января 1983, Уайандотт) — американская конькобежка, участница зимних Олимпийских игр 2010 и 2014 года, 7-кратная чемпионка США на отдельных дистанциях и 10-кратная призёр чемпионата США.

## Биография
Джиллиэнн Рукард начала свою карьеру в квадроциклах и фигурном катании, а начала бегать на роликах в возрасте 6 лет, тренируемая своим братом Брайаном. Она участвовала в чемпионате мира по роликобежному спорту 2003 года в Баркисимето, Венесуэла. В 2006 году занялась конькобежным спортом, переехав из штата Мичиган в Милуоки без тренера и без каких-либо тренировок на льду. Несмотря на то, что она добилась некоторого раннего успеха, она тренировалась без финансовой поддержки USA Speedskating, давала уроки на катке и работала диджеем на местном катке для катания на роликах.
В сезоне 2007/08 на Кубке мира, а в 2009 году на чемпионате Северной Америки одержала победу в забеге на 3000 м и стала 3-й на дистанциях 1000 и 1500 м. В октябре Джиллиэнн прошла квалификацию на олимпиаду 2010 года, выиграв на дистанциях 3000 и 5000 м и заняв 2-е место на 1500 м, а 18 декабря умерла от рака её мама Клэр Рукард, что сильно сказалось на её подготовке к играм. В феврале 2010 года на зимних Олимпийских играх в Ванкувере участвовала в 4-х гонках. Стала 24-й на 1500 м, 12-й на 3000 м, 8-й на 5000 м и 4-й в командной гонке. 
В марте заняла 5-е место на чемпионате мира в классическом многоборье в Херенвене. В сезоне 2010/11 выиграла на чемпионате США в забегах на 1500 и 3000 м, следом на этапе Кубка мира в Берлине завоевала "золото" на дистанции 3000 м. В феврале 2011 года стала 7-й в многоборье на чемпионате мира в Калгари, а в марте на чемпионате мира в Инцелле заняла 4-е место на 3000 м.
В сезоне 2011/12 на чемпионате мира в классическом многоборье в Москве стала только 12-й, а через месяц на чемпионате мира на отдельных дистанциях в Херенвене заняла лучшее 8-е место в командной гонке. В 2013 году заняла 2-е место на чемпионате США в многоборье, а в октябре на олимпийском отборе заняла 1-е место в беге на 3000 м и 3-е на 1500 м и вошла в олимпийскую команду США.
В феврале 2014 года на зимних Олимпийских играх в Сочи заняла 10-е место на дистанции 3000 м, 18-е на 1500 м и 6-е в командной гонке. После игр Рукард ушла из конькобежного спорта и снова стала кататься на роликах, выступая за команду "Синие воротнички Бетти".

## Личная жизнь
Джиллиэнн Рукард родилась в многодетной семье. У неё было шесть братьев и сестёр. Её отец Билл Рукард умер из-за сердечного приступа в 2001 году. В том же году она окончила Центр католической церкви Монро-Сент-Мэри и Эшвортский колледж в штате Джорджия в области маркетинга. Семья Рукард до сих пор владеет катком для катания на роликах в метро Детройта.